# Fatale liefde
Fatale liefde is een kinderboek van de Nederlandse schrijver Carry Slee. Het boek werd uitgegeven in 2010. Het boek gaat over Amber Overgauw en Liz Klein.